# Bremer Landesbank Kreditanstalt Oldenburg

Logo der Bremer Landesbank Kreditanstalt Oldenburg – Girozentrale bis zum 4. August 2016

Die Bremer Landesbank Kreditanstalt Oldenburg - Girozentrale - (BLB) war eine Landesbank, Girozentrale und Geschäftsbank in Nordwestdeutschland. Die Bank wurde im Jahre 2017 im Wege der Gesamtrechtsnachfolge auf die Norddeutsche Landesbank (Nord/LB) mit Sitz in Hannover, Braunschweig und Magdeburg vereinigt.

## Geschichte

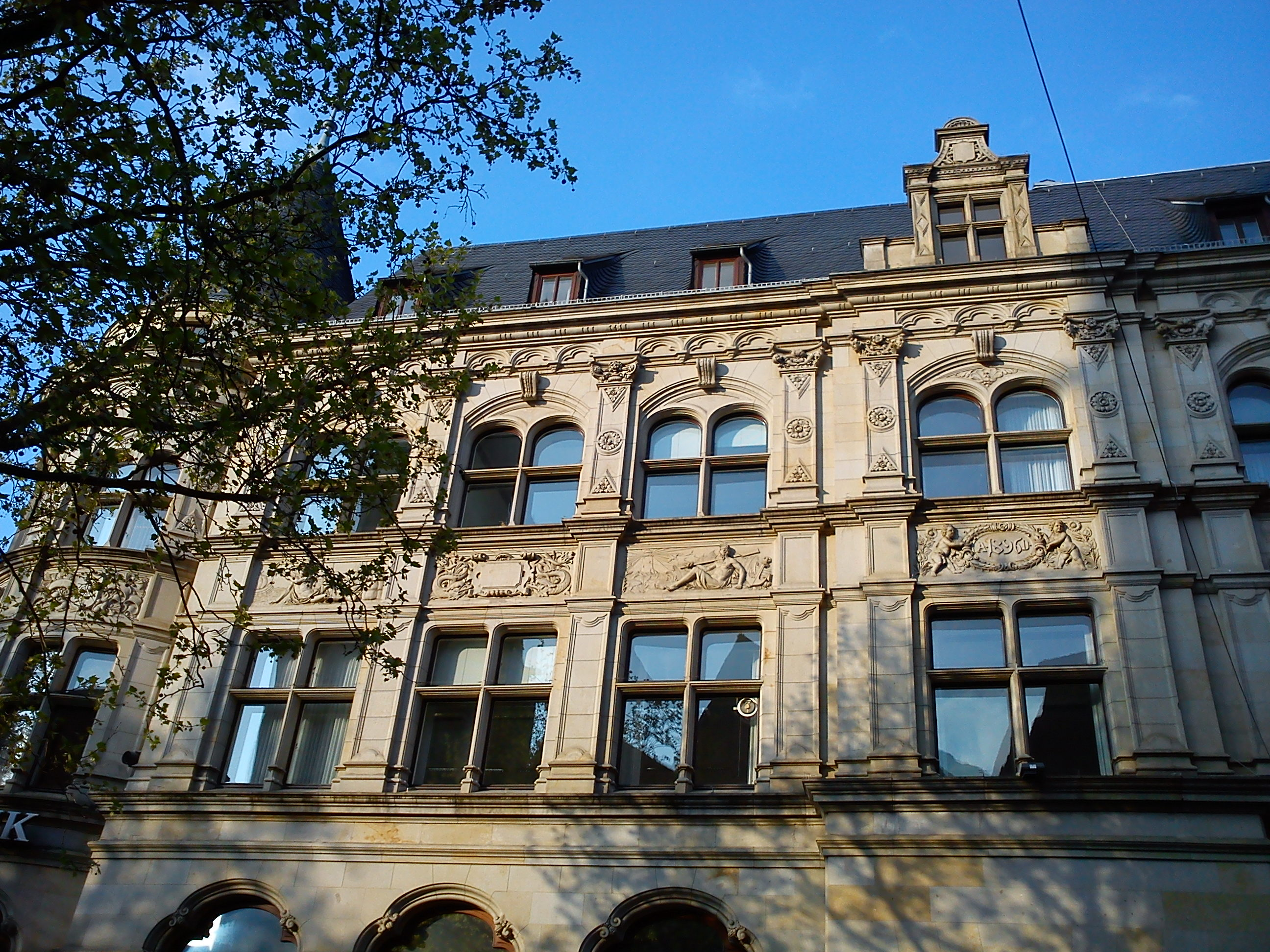
Stammhaus der Bremer Landesbank 1896

Die Wurzeln der Bremer Landesbank (BLB) lagen in der 1883 gegründeten Bodencredit-Anstalt des Herzogtums Oldenburg. Im Jahre 1906 erhielt die Bank die Bezeichnung Staatliche Kreditanstalt des Herzogtums Oldenburg, 1922 dann verkürzt Staatliche Kreditanstalt Oldenburg. 1938 wurde das Institut mit der seit 1928 bestehenden Hansa-Bank – der Staatsbank Bremens – zur Staatlichen Kreditanstalt Oldenburg-Bremen verschmolzen, gleichzeitig wurde die Bremer Landesbank – Girozentrale gegründet. Seitdem bestanden die Niederlassungen in Oldenburg und Bremen. Nach der Währungsreform 1948 widmete sich die Staatliche Kreditanstalt Oldenburg der Finanzierung des Wohnungsbaus, während das kurzfristige Kreditgeschäft weiterhin bei der Bremer Landesbank geführt wurde. Die Bremer Landesbank Kreditanstalt Oldenburg – Girozentrale bestand seit 1983, als die Bundesländer Bremen und Niedersachsen einen Staatsvertrag schlossen, der die Fusion der direkten Vorgängerinstitute „Bremer Landesbank – Girozentrale“ und „Staatliche Kreditanstalt Oldenburg-Bremen“ begründete. Die Trennung der lang- und kurzfristigen Kreditgeschäfte auf zwei Institute erschien nicht mehr zeitgemäß.

### Krise im Juni 2016
Anfang Juni 2016 wurde der Öffentlichkeit bekannt, dass die Bremer Landesbank in ernsthafte finanzielle Schwierigkeiten geraten war. Dazu hatten nicht mehr bediente Schiffskredite im Zuge der so genannten „Schiffskrise“ beigetragen. Durch hohe Wertberichtigungen, die infolge der verschärften europäischen Bankenaufsicht der Europäischen Zentralbank vorgenommen werden mussten, entstanden der Bank Verluste in Höhe von geschätzt 400 Millionen Euro. Die Verluste resultieren vor allem aus Krediten im Schifffahrts- und Reedereigeschäft. Die Eigenkapitalreserven der Bank wurden zu diesem Zeitpunkt unterschiedlich mit 1,3 Milliarden Euro bzw. 1,9 Milliarden Euro beziffert. Seitdem verhandelten die drei Anteilseigner der Bank (55 % Nord/LB in Hannover, 41 % Land Bremen, 4 % Sparkassenverband Niedersachsen) um die weitere Zukunft des Instituts, insbesondere, woher eine „Finanzspritze“ zum Ausgleich der Verluste kommen soll. Die Ratingagentur Moody’s senkte in Reaktion auf die Zahlen ihre Bewertung von langfristigen Geldanlagen bei der Bremer Landesbank um zwei Stufen auf die Note Baa3 ab.
Es wurde verschiedentlich, so beispielsweise von der CDU-Fraktion in der Bremischen Bürgerschaft, Kritik geübt, dass die Finanzsenatorin von Bremen, Karoline Linnert (Grüne), ihrer Aufsichtsfunktion nicht gerecht geworden sei. Politiker der niedersächsischen FDP lehnten eine finanzielle „Bankenrettung“ durch die Nord/LB ab, die sich zu großen Teilen im Eigentum des Landes Niedersachsen befindet. Es dürfe keine „Rettung um jeden Preis geben und schon gar nicht zu Lasten der Steuerzahler“. Es müsse auch nach der Verantwortung des Aufsichtsrates und nach möglichen Fehleinschätzungen gefragt werden. Die Finanzsenatorin Linnert sprach sich andererseits in scharfen Worten gegen die vollständige Übernahme der BLB durch die Nord/LB aus.
Nach einer Krisensitzung mit allen Beteiligten am 10. Juni 2016 wurde bekannt, dass zwei Varianten zur Lösung der Krise zur Diskussion standen. Demnach hätte die Mehrheitseignerin Nord/LB die BLB komplett übernehmen und dem Land Bremen seinen Anteil von 41 % abkaufen oder das Land Bremen seinen BLB-Anteil gegen einen fünf- bis siebenprozentigen Anteil an der Nord/LB eintauschen können. Beide Varianten beinhalteten keine direkte Belastung der öffentlichen Hand. Ungeachtet dessen bezog man am 5. August 2016 den aufwändig gestalteten Neubau, welcher das bisherige Stammhaus ersetzte. Am 31. August 2016 wurde bekannt, dass eine Entscheidung für die erste Variante gefallen war. Bremen erhielt insgesamt 262 Millionen Euro für den Verkauf seiner Anteile, wovon 180 Millionen Euro ausgezahlt und BLB-Beteiligungen im Wert von 82 Millionen Euro an Bremen übertragen wurden.
Die Länder Bremen und Niedersachsen unterzeichneten im November 2016 einen Staatsvertrag über die Bremer Landesbank. Durch die Übernahme der Bremer Trägeranteile und der des Niedersächsischen Sparkassen- und Giroverbandes wurde die Norddeutsche Landesbank (Nord/LB) alleiniger Träger der BLB. Die Rechtsaufsicht über die Bank wurde seitdem vom Niedersächsischen Finanzministerium ausgeübt, bei wichtigen Entscheidungen im Benehmen mit der Senatorin bzw. dem Senator für Finanzen der Freien Hansestadt Bremen.

### Umstrukturierung 2016
Am Standort Bremen arbeiteten 700, in Oldenburg 300 Beschäftigte. Nach dem Ankauf der Bremer Anteile und der Beteiligungen des Niedersächsischen Sparkassen- und Giroverband war die BLB eine hundertprozentige Tochter der Nord/LB. Bremen behielt jedoch einen Sitz im Aufsichtsrat. Aufgrund eines Staatsvertrages blieben der Hauptsitz in Bremen und die Niederlassung in Oldenburg erhalten.
Im März 2020 wurde bekannt, dass die NordLB den Standort Bremen vollständig aufgeben, und seine Räumlichkeiten zum Verkauf anbieten wird. Seither werden Planungen, den Standort der Universität Bremen für dessen rechtswissenschaftliche Fakultät zu sichern, vorangetrieben. Hierzu wären allerdings Umbauten nötig, da unter anderem ein großer Hörsaal für den Vorlesungsbetrieb fehlt.

## Gebäude
Das Stammhaus der Bremer Niederlassung befindet sich an der nordöstlichen Seite des Kirchhofs „Unser Lieben Frauen“ in der ehemaligen Deutschen Nationalbank von 1896. Das viergeschossige Stammhaus aus der Epoche des Historismus entstand nach Plänen von Wilhelm Martens (Berlin). Es steht seit 1973 unter Bremer Denkmalschutz (siehe hier). Es wurde 2013 bis auf die denkmalgeschützten Außenfassaden abgerissen, um Platz für den 2016 eröffneten Neubau zu schaffen.
Der Neubau 1972 wurde als fünfgeschossiges Gebäude mit einem Staffelgeschoss am Domshof Nr. 26/28 nach Plänen von Gerhard Müller-Menckens errichtet. Bei dem Bauwerk mit seiner rotbraunen Steinfassade dominierte die am Domshof unübliche horizontale Gestaltung. 2013 wurde dieses Gebäude abgerissen.
Der Neubau 2016, ein fünfgeschossiges Gebäude mit zwei weiteren Staffelgeschossen und einem Innenhof, entstand nach Plänen des Londoner Architekturbüros Caruso St. John Architects. Die denkmalgeschützte Fassade des Altbaus am Unser-Lieben-Frauen-Kirchhof/Ecke Katharinenstraße mit seinem runden Ecktürmchen blieb erhalten. Das Gebäude wurde im Dezember 2017 für den Architekturpreis „RIBA International Prize“ des britischen Royal Institute of British Architects nominiert.

## Unternehmensstrategie

Namensaktie der Bremer Lagerhaus-Gesellschaft, ausgestellt auf die Bremer Landesbank Kreditanstalt Oldenburg

Die Bremer Landesbank verstand sich als Universalbank. Sie trat als regionale Geschäftsbank mit überregionalem Spezialgeschäft bei gleichzeitiger Wahrung ihrer Funktion als Landesbank und Sparkassenzentralbank auf.
Nordwestdeutschland war der Kern des Geschäftsgebietes. Die Vertriebsaktivitäten konzentrierten sich auf die vier Geschäftsfelder Firmenkunden, Privatkunden, Spezialfinanzierungen und Financial Markets. Außerdem bestand ein Beteiligungsportfolio, dessen Schwerpunkt regionale wie überregionale Spezialinstitute der Finanzwirtschaft, insbesondere des Sparkassen-Finanzverbundes, bildeten.

## Geschäftsgebiet
Das Geschäftsgebiet der Bremer Landesbank erstreckte sich über Nordwestdeutschland. Es umfasste die Freie Hansestadt Bremen, die Landkreise Ammerland, Aurich, Cloppenburg, Cuxhaven, Diepholz, Friesland, Leer, Oldenburg, Osterholz, Rotenburg (Wümme), Vechta, Verden, Wesermarsch, Wittmund sowie die kreisfreien Städte Delmenhorst, Emden, Oldenburg und Wilhelmshaven. In ihrem Spezialfinanzierungsgeschäft war die Bank auch überregional tätig. Sie griff dabei auf eine Reihe von Auslandsstandorten zurück.

## Auslandsstandorte
Am internationalen Handelsplatz London war die Bremer Landesbank über ein Kontaktbüro vertreten. Außerdem unterhielt sie Repräsentanzen und Auslandsbüros, zum Teil über Beteiligungen mit der Nord/LB. Standorte für Repräsentanzen waren Estland, Finnland, Litauen, Singapur und Volksrepublik China.

## Gesellschaftliches Engagement
Die Bank hatte erstmals im Jahr 2005 mit dem NordWest Award einen regionalen Förderpreis ausgelobt. Menschen, Unternehmen oder Organisationen, die einen herausragenden Beitrag zur Entwicklung und Identifikation der Nordwest-Region leisteten, konnten sich für diesen Preis bewerben. Darüber hinaus trat die Bremer Landesbank als Förderer von Kunst und Kultur in der Region auf.

## Verfahren vor dem Bundesverfassungsgericht
Am 18. Dezember 2012 hat das Bundesverfassungsgericht in einem Verfahren der konkreten Normenkontrolle entschieden, dass eine gesetzliche Vorschrift des Landes Niedersachsen, die die Bremer Landesbank bei der Zwangsvollstreckung privilegierte, gegen den Gleichheitssatz des Artikels 3 Grundgesetz verstieß. Die Entscheidungsformel wurde im Bundesgesetzblatt (BGBl.) I vom 6. Februar 2013, Seite 162 veröffentlicht.